# Neopachygaster stackelbergi
Neopachygaster stackelbergi är en tvåvingeart som först beskrevs av Nina Krivosheina och Rozkosny 1990.  Neopachygaster stackelbergi ingår i släktet Neopachygaster och familjen vapenflugor. Inga underarter finns listade i Catalogue of Life.